# Nagyvarsányi Református Egyházközség
A Nagyvarsányi Református Egyházközség a Tiszántúli Református Egyházkerülethez, ezen belül a Szabolcs-Beregi Református Egyházmegyéhez tartozik.

## Története
Nagyvarsány egyike a megye legrégebbi településeinek, neve honfoglalás kori népnevet takar. A falu alapítása a 10. századra tehető. Néhány lakójának nevét már 1214-ből ismerjük. A 14. században már téglából épített temploma állt. A falut emiatt Egyházas-Varsány néven is említik a korabeli források.
A mai templom gótikus részének építése a 15. századra tehető. Külső falában egy másodlagosan beépített 1463-as sírkő van, a szentély északi falában pedig egy 1523-ban készített reneszánsz szentségfülke található. Ezt a reformáció alkalmával (erről nincs feljegyzés, de a 16. század végére minden bizonnyal itt is megtörtént) befalazták egy gyönyörűen cizellált arany Monstranciával együtt, amelyeket az 1926-os átalakításkor találtak meg. A templom első renoválása 1769-ben történt. Ekkor készíttették Szántai János asztalosmesterrel a két kart, a mennyezetet, a szószék-koronát, az öt koronás széket és „a köz renden lévő embereknek megkívántató székeket”.
Ekkor épült az első ismert fa harangláb, melyet 1867-ben lebontottak. 1864 és 1880 között többször is napirenden volt a torony építése, míg 1880-ban egy haranglábat állítottak. 1912-ben a fatoronyról már nem tesznek említést. 1922-ben kiadott képeslapokon is csak a templom látható. A templom bővítésére 1926-ban Balázs István építész tervei alapján került sor, ekkor teljes átalakítást végeztek, és kapta meg jelenlegi formáját. A századfordulón már lebontott különálló fa harangláb helyett a bővített rész bejáratához épült 20 méter magas, különleges szecessziós ízlésű gótizáló torony. Egyedülálló kiképzésű padozatot, karzatokat építettek be. Első harangját 1749-ben öntötték, a másik, kisebb harangot „A N. Varsányi ref. egyház 1848-ban a haza oltárára adta ágyúnak.”
A toronyban ma három harang van. A 80 kg-os harangot Nemes Egry Ferenc öntötte 1851-ben Kisgejőcön, a 180 kg-osat a budapesti Harangművek készítette 1925-ben, a 325 kg-os pedig 1999-ben Gombos Miklós harangöntő műhelyében készült.
A gyülekezethez tartozó Szabadságtanyán 1993-ban épült templom. 2004-ben bővítették, és toronnyal gazdagították. E toronyból egy 80 kg-os, 1995-ben készített harang hívja a tanyai gyülekezetrész tagjait.
1991-ben új parókia, udvarán 1998-ban új gyülekezeti ház épült. A templom mögött a régi református iskolából, gyülekezeti házból átalakított 40 fős turistaszállót üzemeltet az egyházközség. 2002-ben nyílt meg a gyülekezet 50 férőhelyes szeretetotthona (Református Idősek Otthona), amelyben kényelmes körülmények között, két és három ágyas szobákban élnek a lakók. 2009-ben gyülekezeti missziói ház vásárlására és felújítására került sor a Zempléni-hegységben lévő Középhután, amelyben nyaranta csendesnapokat, csendesheteket tart a gyülekezet. 2017. szeptember 1-jével a helyi általános iskola és óvoda fenntartását az egyházközség vette át. 2022-ben a turistaszállót elbontották, helyén európai uniós támogatással mini bölcsőde épült, melynek ünnepélyes megnyitására 2022. október 16-án került sor.

### Az egyházközség jótevője
Az egyházközség jótevőjeként gróf marosnémeti Gyulay Ferenc adományozta a családja történetéről saját kezű feljegyzéseit tartalmazó, 1661-ben nyomtatott, nagy méretű Váradi Bibliát, a Bécsben 1725-ben készített aranyozott úrasztali tányérokat, kelyhet, az 1745-ben készült ezüst kancsót, az Európában is egyedülálló vörös márványból készült úrasztalát, amelyeket ma is használ a gyülekezet. A templom alatti kriptában a Gyulay családnak több gyermekét temették el.
Úrasztali készletei közül legkorábbi darab egy úrihímzéses terítő, amelynek készítését - a közepébe hímzett T. M. monogram alapján - Bethlen Gergely erdélyi főgenerális feleségének, Thoroczkay Máriának szokás tulajdonítani (Thoroczkay Mária gróf Gyulay Ferenc feleségének, Bánffy Máriának a nagyanyja volt). A terítő minden bizonnyal nem Thoroczkay Mária keze munkáját dicséri, ugyanis elkészültének évében, 1656-ban ő csak négyéves volt. Sokkal valószínűbb, hogy egy számára készített ajándékról van szó. A két méternél hosszabb abrosz szélét összefüggő indás kompozíció díszíti körbe, egyetlen megszakítás és különös sarokszerkesztés nélkül. Szerkezete a Lombardi reneszánszra nyúlik vissza. Motívumkészlete részben reneszánsz, részben törökös gránátalmákból, szegfűkből és tulipánokból áll. Közepét egy önálló kör kompozíció díszíti, T. M. monogrammal, 1656-os évszámmal és az erdélyi Thoroczkay család címerével. Körülötte fák és állatok: gólya, őz, szarvas, unikornis, nyúl, kutya, mókusok és pávagalambok láthatók. Változatos és művészi öltéstechnikája igazi műhelymunkára vall.

### Iskolai oktatás
1790. április 28-tól az egyházközség anyakönyvében magyar nyelven írva követhetők nyomon a rektorok, oskolamesterek, iskolatanítók, valamint az iskola felszereltsége. 1859. január 17-én a református iskolában 32 gyermek (20 fiú és 12 leány) tanult. 1883-ban, Fekésházy Gyula lelkészsége idején tanítói lak és iskola épült. 1912-ben a templom mellett új iskolát, kántortanítói lakást építettek. A megépült iskola látható a Hangya Fogyasztási és Értékesítő Szövetkezet által 1922-ben készíttetett és postai forgalomba hozott képes levelezőlapok egyikén. 1948-ban a felekezeti iskolákat államosították.

### Temető
1841. május 20-án új temetőt mértek ki. A református temetőt a római katolikussal együtt 1959-ben zárták be. Azóta felekezetre való tekintet nélkül az 1955-ben megnyílt köztemetőbe történik a temetkezés. A református temetőből 2004. október végén helyezték át a hozzátartozók költségére, az egyházközség közreműködésével Fekésházy Gyula és veje, Balogh Miklós lelkipásztorok földi maradványait, síremlékeit a köztemetőbe. A régi temetőben sok értékes, elődöket visszaidézhető síremlék áll.

## Lelkészek

### 1765-től 1848-ig
Kozma János: a gyülekezet első lelkipásztora, akit az anyakönyv név szerint említ. 1765-től 1790-ig, 25 évig szolgált itt. Személyéről nem maradtak fenn további források, mivel 1790-ben, az anyakönyvezés kezdetét megelőzően ismeretlen helyre távozott. 
Ballyka Imre: 1790-től 1794-ig, 4 évig szolgált.
Nagy Ferenc: 1794. március 31-től 1819. április 13-ig, 25 évig szolgált. Utolsó éveit benki lelkészként töltötte, ott halt meg 1823-ban. Feleségét, Vonza Erzsébetet még 1819-ben eltemette. 
Szent-Györgyi Sámuel: 1773 körül született. 1805-től Berkeszen, 1808-tól Gemzsén, 1813-tól Őrön volt lelkész. Nagyvarsányban 1819. április 14-től 1828. április 8-ig, 9 évig szolgált, innen Komoróra távozott. 1833-ban Kékcsén folytatta szolgálatát. Őrladányban halt meg 1851-ben. Felesége, Sárossi Mária ugyanott 1852-ben.
Nagy-Tóth József: 1773 körül született. 1828. április 9-től 1834. szeptember 28-ig, halála napjáig itt szolgált. 1803-tól Bercel, 1816-tól Gyüre, 1825-től Paszab voltak korábbi szolgálati helyei. Felesége, Füzy Zsuzsanna 1834. szeptember 11-én halt meg. Fiuk, József (1810-1886) ugyancsak lelkészi pályára lépett, 1839-től haláláig Gyürében szolgált. Lányuk, Eszter (1807-1855) a Kajdy család gyürei ágának ősanyja lett.
Bortsik János: 1805 körül született. Fényeslitkén adminisztrátor volt, amikor 1827-ben feleségül vette Szesztay Zsuzsannát, Szesztay Ferenc helybeli református lelkész lányát. 1828-tól Sényőn, 1830-tól ismeretlen helyen, 1831-től Kisvárdán, majd 1835. április 1-jétől 1841. március 2-ig, 6 évig Nagyvarsányban szolgált. Ezután Tassra távozott, ott halt meg 1842. január 17-én. Felesége hozzáment az új tassi lelkészhez, de 1848-ban újra özvegyen maradt. Nagyobbik fia, Bortsik Salamon (1828-1859) honvédként harcolta végig a szabadságharcot, erről két társával együtt 1850-ben tette közzé emlékiratait Nagykállótól Komáromig címmel. Hivatalnoki pályára lépett, Tornyospálca körjegyzőjeként halt meg 1859-ben. Felesége Nemes Mária, Nemes József tornyospálcai lelkész lánya volt. 
Székely József: Dombrádon iskolatanító volt, amikor 1831-ben feleségül vette Szabados Juliannát, Szabados János helybeli református lelkész lányát. Rendes lelkészként 1832-től Kéken, 1836-tól Tasson, majd 1841. március 3-tól 1845. április 8-ig, 4 évig Nagyvarsányban szolgált. Innen Kisvárdára távozott. 1867. március 5-én, amikor Laura nevű lánya Ajakon férjhez ment, az anyakönyv már elhunytként említi nevét. 
Liszkay István: Kislétán született 1809-ben. Apja, Liszkay István 1807-1839 között Kislétán volt református lelkész. Teológiát, jogot és filozófiát tanult. Kisvárdáról érkezett Nagyvarsányba, 1845. április 9-től 1848. április 17-ig, 3 évig szolgált itt. Bogátra távozott, majd 1857-től 1862. december 31-én bekövetkezett haláláig Kislétán szolgált. Felesége, Mag Karolina 1880-ban halt meg Kislétán.

### 1848-tól 1948-ig

#### Menyhért János

A református templom és fa harangláb 1857-ben (fametszet)

Göncön született 1814 körül. Bogátról érkezett 1848 áprilisában, és 1873. október 23-ig, haláláig itt szolgált. Az ő idejében készült az a fametszet, amely 1857-ben a református templomot és a fa haranglábat ábrázolja. Ugyancsak az ő idejében, az 1850-es években kezdődött a református parókia kertjének gyümölcsfákkal való beültetése. Íróként is tevékenykedett, cikkei a Vasárnapi Ujságban és a Nép Újságban jelentek meg. Halála után özvegye, Fábián Julianna hat gyermekével együtt Nyíregyházára költözött. János nevű fia ügyvédként a nyíregyházi közélet egyik meghatározó alakja lett.

#### Fekésházy Gyula
1847. február 28-án született Tiszamogyoróson. Apja Fekésházy Lajos mogyorósi református lelkész, anyja Liszkay Abigail, Liszkay József balsai református lelkész lánya. 1871-től 3 évig segédlelkészként szolgált apja mellett, majd 1874 májusában Nagyvarsányba került mint rendes lelkész. 1913. május 23-án bekövetkezett haláláig, közel 40 évig szolgált itt. Élete utolsó évtizedében egészségi állapota miatt gyakran helyettesítették segédlelkészek: Balogh Miklós, Gócz Lajos, Nagy László, Porzsolt Lajos és ifj. Tóth Sándor. Feleségével, a kisgéresi születésű Szűk Bertával (1848-1916) együtt a református temetőben temették el. Síremlékük 2004. október 25-től a köztemetőben van.

#### Balogh Miklós
Gemzsén született 1884. május 23-án. Apja, a gégényi születésű Balogh Tamás 1883-tól 1885-ig Gemzsén működött tanítóként. Anyja, Macsó Piroska szikszói római katolikus családból származott. Gyermekéveit Bogáton töltötte. Középiskolai tanulmányait Nyíregyházán, a teológiát Debrecenben végezte, 1907-ben szerzett lelkészi oklevelet. 1906. októbertől 1907. júliusig segédlelkészként Szőlősgyulán, 1907. októbertől 1910. februárig helyettes lelkészként Nagyvarsányban szolgált, majd Szőlősgyulára tért vissza. Az I. világháború idején tábori lelkész volt, 1914. augusztus 17-én azonban megsebesült, emiatt felmentették. Apósa, Fekésházy Gyula halála után, 1913. május 26-tól 1948. augusztus 21-ig, haláláig Nagyvarsányban szolgált. Síremléke a református temetőben volt, 2004. október 25. óta a köztemetőben van. Felesége, Fekésházy Borbála 1976-ban halt meg Debrecenben.

### 1948-tól napjainkig
Balogh Miklós halála után rövid átmeneti időszak következett a gyülekezet életében. A nagyvarsányi Nemzeti Bizottság és a pártok vezetői, akik az egyházközség tagjai voltak, azzal a határozott óhajjal keresték fel K. Szűcs Mihály gondnokot és a presbitereket, hogy a kárpátaljai Gúton szolgáló ifjabb Balogh Miklóst hívják meg a lelkészi szolgálatra. A presbitérium augusztus 29-én ült össze az esperes által megbízott Bertalan Zoltán kisvarsányi helyettes lelkész elnökletével, ahol a gondnok tolmácsolta e kérést a presbiterek felé. Az augusztus 31-én tartott gyűlésen a presbitérium teljes egyhangúsággal, közfelkiáltás útján határozta el, hogy a megüresedett lelkészi állásra ifjabb Balogh Miklóst hívja meg, egyúttal biztosította özvegy Balogh Miklósné számára, hogy 1949 őszéig a parókián maradhasson. Balogh Miklós 1949 tavaszán több táviratban is arra kérte a presbitériumot, hogy a rá való várakozás idejét néhány hónappal hosszabbítsa meg. Mivel azonban 1949 májusáig állását nem fogadta el, illetve egy májusban küldött táviratában újabb halasztást kért a gyülekezettől, a presbitérium többsége a haladékot elvetette, és a lelkészi állás azonnali betöltése mellett szavazott. Az 1949. május 26-án összehívott közgyűlésen határozat született Csathó Kálmán helybeli helyettes lelkész meghívásáról.

#### Csathó Kálmán
1923. október 14-én született Tiszaföldváron. Apja Csathó Kálmán református kántortanító, anyja Nagy Erzsébet. Elemi iskoláit Földeákon, gimnáziumi tanulmányait Makón végezte. 1946-ban Debrecenben református segédlelkészi oklevelet szerzett. A teológiával egyidejűleg tanítóképzőt végzett, elemi népiskolai tanítói záróvizsgáit 1947-ben tette le. Ugyanekkor kapta meg református kántor-orgonista diplomáját is. Papi másodvizsgáival 1948-ban kapott palástot. Segédlelkészi szolgálatát Kisvarsányban kezdte 1947 októberében, majd mint kisvárdai segédlelkész 1948. december elején Nagyvarsányba került. Miután a Kárpátalján szolgáló ifjabb Balogh Miklós vízumgondok miatt nem fogadta el egyértelműen a megüresedett lelkészi állást, a gyülekezet 1949. július 3-án - annak ellenére, hogy Balogh a beutazási engedélyt időközben megkapta -, az ifjú Csathót választotta lelkipásztorává. Beiktatására 1949. október 30-án került sor. 
A háború utáni szabolcsi ébredés időszakának első lelkipásztora volt. A gyülekezet gyarapodására a községi tanács is felfigyelt, ezért 1953 májusában Csathót koholt vádak alapján rendőri felügyelet alá helyezték. Hónapokig rendőri zaklatásoknak volt kitéve, felügyeletét csak szeptemberben szüntették meg. Már nagyvarsányi lelkész volt, amikor 1951. június 24-én megnősült: felesége, a kunágotai születésű Dáczer Margit tanítónő hű társa lett a szolgálatokban is. 12 év után, 1960 őszén Kunágotára hívták meg, ahol 17 évet, majd Létavértesen további 13 évet töltött. Nyugdíjba vonulása után Battonyán telepedett le, ott érte a halál 1999. március 26-án. Végakaratának megfelelően Nagyvarsányban temették el. Felesége 2017-ben Battonyán halt meg.

#### Birtha István
Szatmárököritón született 1931-ben. Gimnáziumi tanulmányait Szatmárnémetiben, majd Debrecenben végezte. 1958-ban a debreceni teológián szerzett lelkészi oklevelet. Két évig a püspöki hivatalban dolgozott, majd rendes lelkészként Nagyvarsányba került. 1960. december 27-én iktatták be, 18 éven át vezette a gyülekezetet. 1978. november 30-ával Mándokra távozott, nyugdíjba vonulásáig ott szolgált. Nyugdíjas korában Kisvárdán telepedett le, ott hunyt el 2007-ben.

#### Szabó Sándor
1917-ben született Gyulaházán. Aranyosapátiból, a kopócsapáti gyülekezetből érkezett, 1978. december 1-jén iktatták be. 10 éven keresztül, 1988. október 28-án bekövetkezett haláláig itt szolgált. Felesége, Bakó Eszter 1994-ben Nyíregyházán hunyt el. Síremlékük a köztemetőben van.

#### Horváth Géza
1964-ben született, és egy szabolcsi nagyközségben, Gáván nőtt fel. A presbitérium még ötödéves teológusként kérte ki szolgálatra Debrecenből. Beiktatására 1991. szeptember 22-én került sor. Lelkészsége idején jelentős események zajlottak le az egyházközségben: 1991-ben új parókia, 1998-ban új gyülekezeti ház épült. A templom mögött lévő régi református iskolából, gyülekezeti házból 40 fős turistaszálló létesült. 1993-ban a gyülekezethez tartozó Szabadságtanyán épült templom, 2004-ben bővítették és toronnyal gazdagították. 2002-ben megnyitotta kapuit a gyülekezet szeretetotthona. 2004. október 25-én megrendezésre került a nagyvarsányi és a községből elszármazott reformátusok találkozója, melynek részeként Fekésházy Gyula és Balogh Miklós lelkészek földi maradványait, síremlékeit áthelyezték a református temetőből a köztemetőbe. 2007-ben elkészült a templom orgonája. 2009-ben gyülekezeti missziói ház vásárlására került sor a Zempléni-hegységben lévő Középhután.
2009. november 30-án meghívást kapott a budapest-pasaréti gyülekezettől, miután annak lelkipásztora, Cseri Kálmán nyugdíjba készült. 22 évig tartó szolgálatát 2010. augusztus 22-én fejezte be Nagyvarsányban. 2011. május 14. óta a budapest-pasaréti gyülekezet beiktatott vezető lelkésze.

#### Szegedi Gyula
1953. február 11-én született a Szabolcs-Szatmár megyei Beszterecen. Ötödéves teológusként Szentpéterszegre helyezték, ahol 9 évet töltött. 1984-ben Ópályiba került, majd 1990-ben a cegléd-újvárosi gyülekezetbe kapott meghívást. 20 év szolgálat után innen hívta meg a nagyvarsányi gyülekezet, ahol 2010. október 10-én kezdte meg szolgálatát. Beiktatására egy évvel később, 2011. szeptember 25-én került sor. Nyugdíjba vonulásáig, 2018 őszéig szolgált itt. Feleségével, dr. Költő Eszterrel Debrecenben élnek.

#### Taracközi Gerzson
1970. augusztus 21-én született a kárpátaljai Fertősalmáson (Фертешолмаш). Lembergben gáztechnikusként végzett, majd Sárospatakon szerzett lelkészi oklevelet. Beregszászon kezdte szolgálatát 1998-ban. 2003-tól Miskolc, 2010-től Munkács, 2018-tól ismét Miskolc voltak szolgálati helyei. Innen hívta meg 2019-ben a nagyvarsányi gyülekezet, beiktatására 2019. szeptember 15-én került sor. Felesége, Nemes Mónika beosztott lelkészként, valamint az idősek otthona intézményvezetőjeként vesz részt mellette a szolgálatban.